# 纳尔登
纳尔登（荷蘭語：Naarden，讀音ⓘ）是荷兰北荷兰省的一个城市和旧市镇，位于霍伊（Gooi）地区。它是星形要塞的一个典型代表，其加固的外墙和护城河至今保存完好，是该地区著名的旅游景点。
纳尔登于2016年1月1日与默伊登、比瑟姆合并为新市镇“霍伊湖镇”。

## 历史
纳尔登于1300年获得城市权（该地区唯一获得城市权的城镇），后来发展为一个驻军防守的纺织业城市。纳尔登拥有荷兰要塞博物馆（Nederlands Vestingmuseum）。虽然纳尔登在早期比较重要，但是希尔弗瑟姆在18世纪超过了它，现在它已经小于邻近的Bussum。

## 文化
每两年纳尔登都会举办全国摄影节，在耶稣受难节，当地的圣维特大教堂教堂演奏約翰·塞巴斯蒂安·巴赫的马太受难曲。
纳尔登以约翰·阿摩司·夸美纽斯的安葬地而著称，访客可以参观他的坟墓。
其独特的形状使之成为二战期间盟军轰炸德国后返回英国的一个集结点。

## 图集

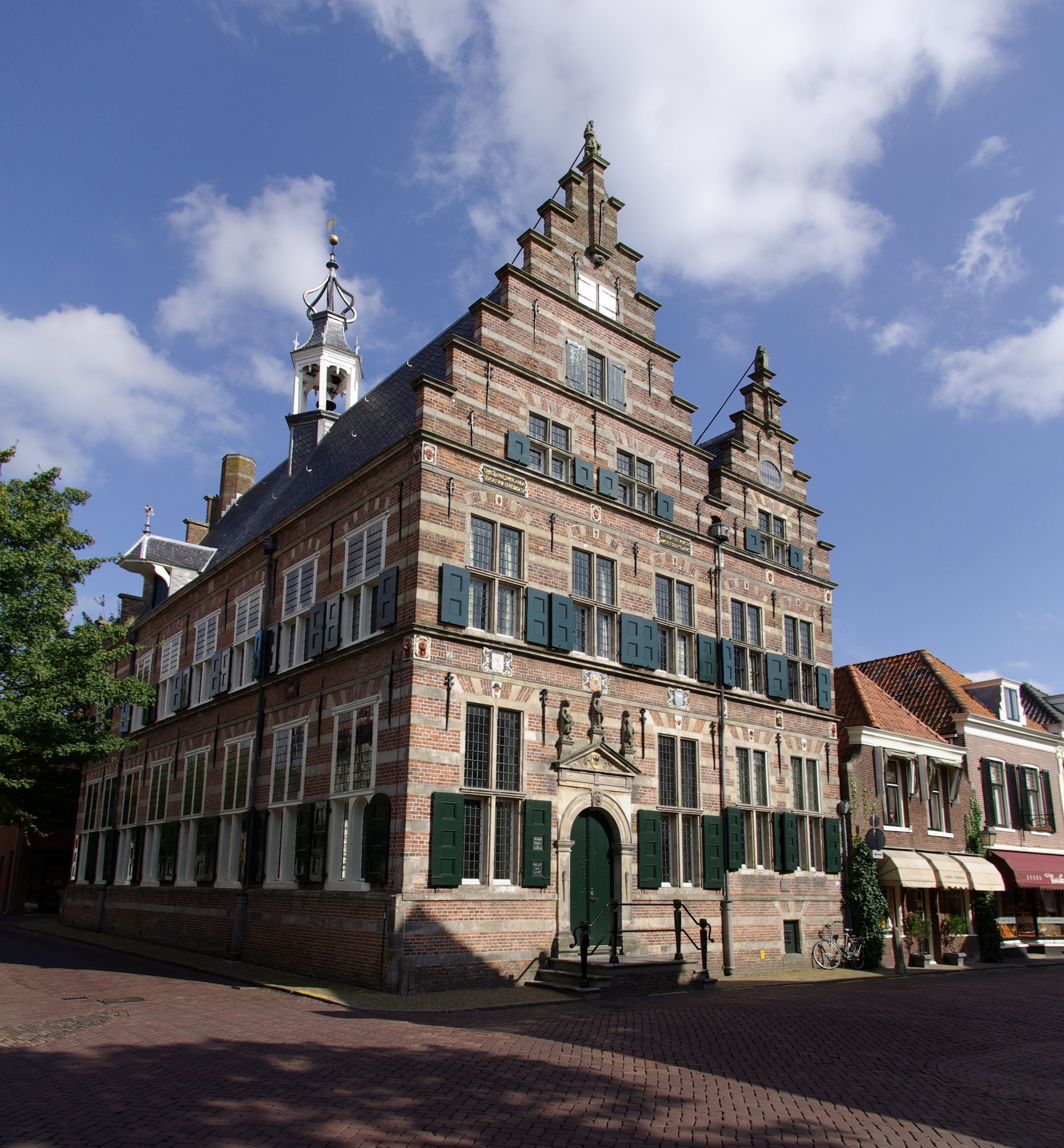
市政厅
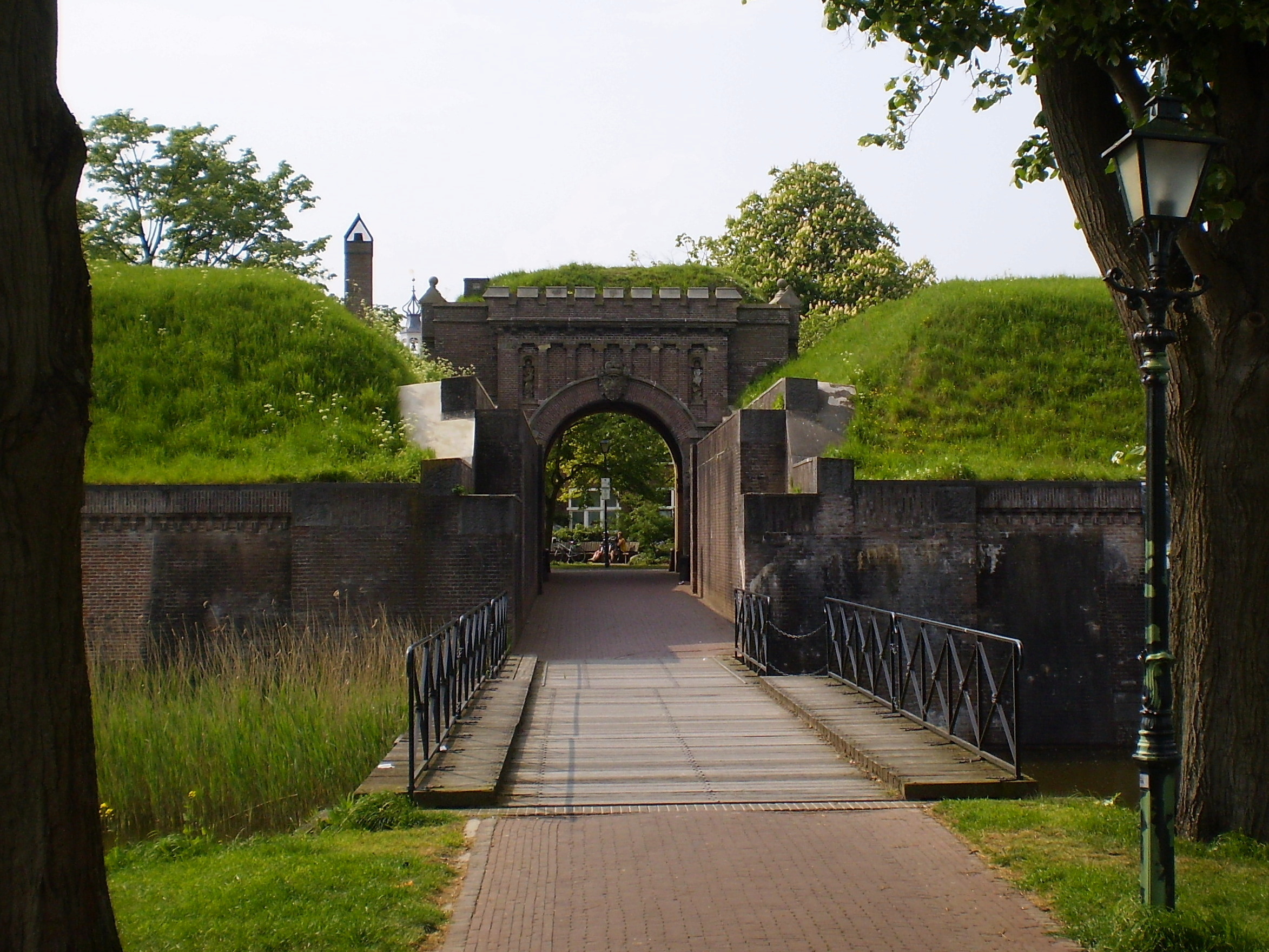
城门